# جيسيكا ووكر
جيسيكا ووكر (بالإنجليزية: Jessica Samantha Walker)‏ هي راكبة الكنو بريطانية، ولدت في 24 يونيو 1990 في برايتون في المملكة المتحدة.

## وصلات خارجية
- جيسيكا ووكر على موقع الاتحاد الدولي للكانو (الإنجليزية)
- جيسيكا ووكر على موقع أوليمبيديا (الإنجليزية)
- جيسيكا ووكر على موقع اللجنة الأولمبية البريطانية (الإنجليزية)